# Oddelek za slovenistiko, Fakulteta za humanistične vede v Kopru
Oddelek za slovenistiko je eden izmed oddelkov na Fakulteti za humanistične študije v Kopru. Deluje od študijskega leta 2004/05.

## Osnovni podatki in zgodovina
Program študija na oddelku združuje klasične slovenistične študije  - to pomeni temeljne pristope k slovenskemu  jezikoslovju in literarni vedi - z bolj svežimi in manj klasičnimi pristopi. Študentje na oddelku tako pridobijo slovenistično izobrazbo s posebnim poudarkom na temeljnih jezikovnih vsebinah, ki obsegajo  jezikovni diskurz in jezikovno stilistiko, sociolingvistiko in dialektologijo na eni strani, na drugi strani pa književnih predmetih s področja literarne teorije, formalnega raziskovanja literature, literarne hermenevtike, zgodovine književnosti in metodologije literarnega raziskovanja. Ob tem je posebna pozornost namenjena kulturnemu stiku med Alpami in Jadranom.
Končni cilj študija je široko slovenistično znanje, katerega namen je pripomoči k razvoju slovenskega jezika in književnosti ter slovenske kulture nasploh, ob dopolnjevanju z raznorodnejšimi humanističnimi in družboslovnimi vidiki.
Študijski program na dodiplomski stopnji usposablja študente za zaposlitve, kjer je potrebno znanje jezika, literature in medijev. Na podiplomskem študiju druge stopnje diplomante usposablja bodisi za samostojno raziskovalno delo, bodisi za specializacijo s področja jezika (npr. jezikovno svetovanje), medijev, gledališča in pisanja (samostojni gledališko-kreativni program), bodisi s področja poučevanja slovenskega jezika in književnosti. Na podiplomskem študiju tretje stopnje se študentje izobrazijo za samostojno znanstveno-raziskovalno delo.

## Študijski programi

### Dodiplomski študij (bolonjski študij prve stopnje)
Že od leta 2007/08 se je mogoče vpisati na dodiplomski študij prve bolonjske stopnje. Študij slovenistike na prvi bolonjski stopnji traja tri leta, študentje pa lahko izkoristijo še eno leto absolventskega staža.
Medtem ko je bila izbirnost predmetov na Fakulteti za humanistične študije značilna že pred bolonjsko prenovo, bolonjski študij slovenistike dokončno uveljavlja izbirni sistem in študentom ponuja široko paleto predmetov, ki jih je možno kombinirati pri sestavi lastnega študijskega programa. Študij je tako sestavljen iz temeljnih ter notranje in zunanje izbirnih predmetov, pri čemer so zunanje izbirni predmeti lahko vsi akreditirani predmeti drugih študijskih programov iste fakultete, kakor tudi drugih fakultet v Sloveniji in v tujini.
Študentom je omogočen študij nepedagoške smeri, pedagoški študij pa je, v skladu z direktivami Ministrstva za visoko šolstvo, znanost in tehnologijo, mogoč na drugi, magistrski stopnji. Študentje po diplomi pridobijo naziv diplomirani slovenist.

### Magistrski študij (bolonjski študij druge stopnje)
Na drugi stopnji bosta v okviru Slovenistike ponujena dva programa, pedagoški in nepedagoški. Oba bosta spodbujala ožjo usmeritev v jezikovno-diskurzivni modul in v književni modul.

### Doktorski študij (bolonjski študij tretje stopnje)
V letu 2009/10 je Oddelek za slovenistiko prvikrat razpisal doktorski študij, ki je usmerjen k širšemu, interdisciplinarnemu usposabljanju za samostojno raziskovanje, doktorand pa se specializira bodisi za jezikovno-diskurzivni bodisi za književni modul in v skladu s svojo usmeritvijo opravlja del temeljnih in del izbirnih predmetov. Študij poteka pod vodstvom mentorja.

## Predstojniki
- 2004—2005, doc. dr. Vesna Mikolič
- 2005—2008, red. prof. dr. Igor Ž. Žagar
- 2008—2012, doc. dr. Krištof Jacek Kozak
- 2012—, doc. dr. Marcello Potocco

## Druge aktivnosti
- Literarni večeri
- Ekskurzije in literarni pohodi
  - Od Vergerija do Trubarja
- Študentski simpoziji
  - Jenkovi dnevi (2009)
  - Istra v slovenski književnosti (simpozij, posvečen ustvarjalnosti Marjana Tomšiča, 2010)